# Bredviksudden
Bredviksudden är en udde i Finland. Den ligger i Lovisa i landskapet Nyland, i den södra delen av landet, 70 km öster om huvudstaden Helsingfors.
Terrängen inåt land är mycket platt. Havet är nära Bredviksudden åt sydväst.  Närmaste större samhälle är Lovisa, 5,9 km norr om Bredviksudden. 